# 김민구 (1964년)
김민구(한국 한자: 金敏九, 1964년 1월 29일 ~ )는 대한민국의 전 축구 선수이며, 포지션은 공격수였다.